# Elecciones provinciales del Chaco de 2011
Las elecciones generales de la Provincia del Chaco se llevaron a cabo el día 18 de septiembre de 2011. Se eligieron un gobernador y un vicegobernador y 16 diputados provinciales, además de intendentes y concejales en 66 localidades (no se adirieron a los comicios las ciudades de Resistencia, Presidencia Roque Sáenz Peña y Pampa del Infierno).

## Resultados

### Gobernador y vicegobernador
|  | 66,59 % |

|  | 30,23 % |

|  | 1,09 % |

|  | 0,79 % |

|  | 0,72 % |

|  | 0,58 % |

|  | 96,06 % |

|  | 3,37 % |

|  | 0,57 % |

|  | 100.00 % |

|  | 77,00 % |

### Cámara de Diputados
| ← 2009 · Cámara de Diputados · 2013 → | ← 2009 · Cámara de Diputados · 2013 →               | ← 2009 · Cámara de Diputados · 2013 → | ← 2009 · Cámara de Diputados · 2013 → | ← 2009 · Cámara de Diputados · 2013 → | ← 2009 · Cámara de Diputados · 2013 → |
| Partido/Alianza                       | Partido/Alianza                                     | Votos                                 | %                                     | Bancas                                | Candidatos |
| ------------------------------------- | --------------------------------------------------- | ------------------------------------- | ------------------------------------- | ------------------------------------- | --- |
|                                       | Frente Chaco Merece Más                             | 346.218                               | 62,85                                 | 11/16                                 | Ver candidatos: 1. Eduardo Alberto Aguilar 2. María Lidia Cáceres 3. Juan José Bergia 4. Nancy Mariel Gersel 5. Ricardo Luis Sánchez 6. Mirta Beatriz Morel 7. Carlos R. Beltrán 8. Amelia Clide Monzón 9. Darío Augusto Bacileff Ivanoff 10. Héctor Daniel Trabalón 11. Néstor Paulino J. Marcón 12. Gladis Noemí Cristaldo 13. Néstor Omar Sotelo 14. Carmen López 15. Ramón Miño 16. Sara Ramona Misetich Chaves                     |
|                                       | Frente de Todos                                     | 175.775                               | 31,91                                 | 5/16                                  | Ver candidatos: 1. Armando Luis Verdún 2. Irene Ada Dumrauf 3. Hugo Dardo Domínguez 4. Eleuterio Leonardo Yulán 5. Elba Gladys Altamiranda 6. Oscar Pedro Anríquez 7. Hilarión Obes 8. Zulma Galeano 9. María Gregoria Pegoraro 10. Cornelio Romero 11. Mónica Alejandra Alfonso 12. Walter Eduardo Veronelli 13. Ana Amanda Carrera 14. Jorge Luis Cabral 15. Carlos Alberto Rea 16. Lidia Ester Constante                             |
|                                       | Movimiento Libres del Sur                           | 6.740                                 | 1,22                                  | 0/16                                  | Ver candidatos: 1. Marcelo Ariel Salgado 2. Marina Gabriela Frencia 3. Arbo Humberto Evaristo J. Ramírez 4. Raúl Alberto Gleim 5. Mario Ramírez 6. Paola Silvana Varela 7. Natalia A. Romero 8. Juan Carlos Aguirre 9. Marcela Beatriz Resquin 10. Adrián Jorge R. Gómez 11. Norma Delia Cabrera 12. Marta Susana Ramírez 13. Cristian Daniel Armando 14. Daniela Patricia Ramírez 15. Miryan Roxana Aguirre 16. Cristian Ángel Lezcano |
|                                       | Acción Chaqueña                                     | 6.579                                 | 1,19                                  | 0/16                                  | Ver candidatos: 1. Luis Aguirre Piela Naredo 2. Basilio Gregorio Kuzmak 3. Nancy Noemí Díaz 4. María Romero 5. Víctor González 6. María Rosa Barrios 7. Juan Carlos Godoy 8. Mirtha del Socorro Barrios 9. Ricardo Daniel Márquez 10. Jorge Librado Barrios 11. Reina Noemí Encina 12. Silvio Ignacio Cabrera 13. Juana Esther Escobar 14. Pérez José Luis Passi 15. Nancy Elisabeth García 16. Roberto Giménez                         |
|                                       | Partido Obrero                                      | 6.469                                 | 1,17                                  | 0/16                                  | Ver candidatos: 1. Aurelio Díaz 2. Cynthia Vanesa Barrios 3. Javier Acosta 4. Pablo Feliciano Duarte 5. María de los Ángeles Núñez 6. Jorge Alberto Esquivel 7. Orlando Ramón Mendoza 8. Francisco Barboza 9. Gisela Carolina Gauna 10. Diego Javier Ramírez 11. Favio Arévalo 12. Gladis Sandobal 13. Aldo Gabriel García 14. Juan Domingo Escalante 15. Griselda Beatriz Sánchez 16. Oscar Humberto Deniz                             |
|                                       | Proyecto Sur                                        | 5.403                                 | 0,98                                  | 0/16                                  | Ver candidatos: 1. Rodolfo Schwartz (PCR-PTP) 2. Roberto Pablo Meyer 3. Mónica Figueroa 4. Miguel Agustín Romero 5. Walter Hugo M. Olivera 6. Ramona Santa Dolores Pinay 7. Celestina Maciel 8. Luis Héctor Gómez 9. Leandro Pablo Rehak 10. Reina Beatriz Gómez 11. Pablo Martín Ravetti 12. Gladis Dejesús Favretto 13. Luciano Germán Duarte 14. Mercedes Sánchez Ruiz Díaz 15. Gisela Silvana Gutiérrez 16. Eduardo Alcides Alegre  |
|                                       | Movimiento Independiente de Jubilados y Desocupados | 3.647                                 | 0,66                                  | 0/16                                  | Ver candidatos: 1. José Mario Montenegro 2. Érica Eulalia Villalba 3. Abel Edgardo Aguirre 4. Rubén Darío Leyes 5. Lidia Galarza 6. Juan Manuel González 7. Noelia Mirta Gutiérrez Faquermann 8. Eduardo Antonio Basualdo 9. Odila Argañaraz 10. Verónica Domínguez 11. Alexis Evaristo Struciat 12. Nelson Ariel Barreto 13. Ana Trinidad Olmedo 14. Martha del Rosario Giménez 15. Laura Carina Avalos 16. René Oscar Altamiranda     |
| Votos positivos                       | Votos positivos                                     | 550.831                               | 94,13                                 |                                       | |
| Votos en blanco                       | Votos en blanco                                     | 31.831                                | 5,44                                  |                                       | |
| Votos nulos                           | Votos nulos                                         | 2.523                                 | 0,43                                  |                                       | |
| Participación                         | Participación                                       | 585.185                               | 77,00                                 |                                       | |
| Electores registrados                 | Electores registrados                               | 759.991                               | 100                                   |                                       | |
| Fuentes:                              |                                                     |                                       |                                       |                                       | |